# Квінт Публілій Філон
Квінт Публілій Філон (лат. Quintus Publilius Philo, ? — після 315 до н. е.) — політичний, державний та військовий діяч часів Римської республіки, чотириразовий консул 339, 327, 320, 315 років до н. е.

## Життєпис
Походив з впливового плебейського роду Публіліїв. Син Квінта Публілія Філона, народного трибуна 370 року до н. е.
У 352 році до н. е. його призначено до банківської комісії quinqueviri mensarum, яка займалося полегшення стану позичальників, що мали значні боргові зобов'язання. У 341 році до н. е. став першим плебеєм, якого обрано на посаду претора. У 339 році до н. е. його обрано консулом разом з Тиберієм Емілієм Мамерціном. Під час своєї каденції завдав поразки латинянам, за що отримав від римського сенату право на тріумф. У цій ситуації сенат ухвалив рішення запровадити диктатуру. Тиберій Емілій Мамерцин призначив диктатором Квінта Публілія. Останній призначив своїм заступником — начальником кінноти — Децима Юнія Брута Сцеву. Під час своєї каденції видав 3 демократичних закони, згідно з якими одним з консулів обов'язково ставав плебей; попереднього схвалення плебеями (плебісцитом) рішень сенату; правового посилення плебісцитів.
У 332 році його обрано цензором разом з Спурієм Постумієм Альбіном. Під час своєї каденції разом із своїм колегою збільшив кількість триб до 29, додавши Меційськую та Скаптійськую триби. У 334 році до н. е. його призначив начальником кінноти диктатор Луцій Емілій Мамерк Привернат. Вони провели чергові вибори консулів.
У 327 році до н. е. вдруге його обрано консулом, цього разу разом з Луцієм Корнелієм Лентулом. У 326 році сенат надав повноваження проконсула та подовжив імперій для ведення Другої війни проти самнітів. У 327—326 роках завдав поразки військам самнітів та міста Палеополя, що атакували Неаполь. Завдяки вдалим діям Квінта Публілія Палеополь капітулював, за що він отримав право на тріумф.
У 320 році до н. е. його втретє обрано консулом, цього разу разом з Луцієм Папірієм Курсором. Консули відмовилися від угоди із самнітами, що була підписана після поразки римлян у Кавдійській ущелині. Квінт Публілій та Курсор продовжили війну. Публілій втаборився у м. Санніоні, де діяв проти самнитської армії. Після цього рушив до Апулії, де з'єднався з Папірієм Курсором у м. Арпі. Незабаром вони завдали відчутної поразки самнітам при Луцерії. У 315 році до н. е. його вчетверте обрано консулом, знову разом з Луцієм Папірієм Курсором.
З того часу про подальшу долю Квнта Публілія Філона згадок немає.